# Rome: Total War: Barbarian Invasion
Rome: Total War: Barbarian Invasion is de eerste uitbreiding op het populaire Rome: Total War. Het spel is in 2005 uitgebracht door Sega en The Creative Assembly. In tegenstelling tot het originele spel, speelt Barbarian Invasion zich honderden jaren na de bloei van het Romeinse Rijk af.
Door de opkomst van de Hunnen en Vandalen bedreigen de vele Germaanse stammen de Romeinse grenzen. Mede door de splitsing van Oost en West heeft het West-Romeinse Rijk veel van zijn macht verloren. De barbaren dreigen het ooit zo machtige wereldrijk te doen ineenstorten. Het is jouw taak om de barbaren te helpen met de ineenstorting van het Romeinse Rijk, of om het rijk te verdedigen tegen zijn belagers.
Net zoals in het basisspel Rome: Total War zijn er bij deze uitbreiding weer een keuze om een campagne-spel te spelen of één zelf opgezet gevecht uit te vechten. In de uitbreiding zijn er 20 nieuwe beschavingen zoals de Franken en de Goten toegevoegd. In de campagne zijn er 10 hiervan speelbaar, de 10 andere niet. Religie speelt vanaf nu ook een belangrijke rol. Hiernaast zijn er nog vele nieuwe gebouwen en technologieën beschikbaar. Ze tonen nu ook aan dat het Romeinse Rijk verviel door de invasie van de Barbaren.
Het doel van het spel is dat je binnen een bepaalde tijdslimiet het Romeinse Rijk (op zijn grootst) moet veroveren (nu met Barbaars volk). Je kan nu ook beslissen wanneer je een veldslag laat plaatsvinden, hoe je een gebied verovert.
De facties in het spel zijn:
- West-Romeinse Rijk
- Oost-Romeinse Rijk
- Romano-Britten
- West-Romeinse Rebellen
- Oost-Romeinse Rebellen
- Hunnen
- Goten
- Vandalen
- Sarmaten
- Ostrogoten
- Roxolanen
- Slaven
- Saksen
- Franken
- Alemannen
- Kelten
- Bourgondiërs
- Longobarden
- Sassaniden
- Berbers
- Vandalen